# Caballo de picar
Un caballo de picar è un cavallo specificamente addestrato per affrontare le cariche del toro nella prima parte di una corrida. i caballos de picar vengono utilizzati nel tercio de varas dai picadores che hanno la funzione, con colpi di picca, di provare il coraggio e la resistenza al dolore dell'animale prima che quest'ultimo venga affrontato dal torero.

## Storia
Nei più antichi combattimenti tra uomini e tori, antenati delle odierne corride, il cavallo era protagonista al pari dell'uomo, che combatteva i bovini in sella, utilizzando lance e altre armi primitive. I cavalli scelti per questo tipo di esercizio, molto difficile e faticoso, appartenevano a razze simili all'odierno andaluso e dovevano possedere doti di agilità e resistenza più che di potenza e prestanza fisica. Il cavaliere che li montava era il protagonista della corrida e i cavalli erano solitamente di sua proprietà.
Con l'affermarsi della corrida a piedi, il ruolo del cavaliere passò da quello di protagonista cui spettava il compito di uccidere l'animale a quello di "aiutante" del torero, la cui funzione era più che altro di provocare l'animale, rendendolo furioso e indebolendolo nel contempo: ciò fece sì che il mestiere del picador perdesse in un certo senso prestigio, fino a trasformarsi verso la fine dell'Ottocento nel ruolo peggiore dell'intero spettacolo. A questi picadores spesso capitava di montare cavalli anziani, comprati da mercanti di cavalli per piccole somme, la cui funzione era fondamentalmente quella di "punching balls" viventi per il toro. Generalmente questi animali, che non indossavano alcuna protezione con le conseguenze che si possono immaginare, morivano nel giro di due o tre corride. La corrida a cavallo vecchia maniera resiste comunque in una forma detta rejoneo o corrida de rejones, dove il torero (rejoneador) monta un cavallo di sua proprietà, addestrato a provocare e schivare le cariche del toro.

## Ilcaballo de picarattuale
Nel 1928 la legge spagnola impose l'adozione del peto, una pesante armatura trapuntata che avvolge completamente il petto, il ventre e tutti gli arti del cavallo. Ciò determinò una svolta nella concezione del caballo de picar: se fino a quel momento si trattava di un animale destinato a morire in breve, questa imposizione faceva sì che per quel compito si potessero utilizzare cavalli specificamente addestrati e utilizzati svariate volte nelle varie corride.
Ciò determinò innanzi tutto una modifica dell'aspetto di questi cavalli. Se prima il cavallo era ridotto a una sorta di "cuscino vivente" per attutire le cariche del toro, in questi anni si venne definendo il caballo de picar come lo conosciamo oggi: un animale forte e possente, pesante e ben piantato sulle zampe, costruito in modo da offrire al toro una valida resistenza attiva, allevato e allenato per affrontare il toro una volta alla settimana per tutta la sua vita attiva, che dura diversi anni.
Rispetto al cavallo da rejoneo, che appartiene solitamente a razze come l'Andalusa o la Lusitana, il vero caballo de picar è più alto e molto più pesante, ha il petto più ampio e zoccoli molto più larghi. Non esiste una razza standard di caballos de picar, ma la maggior parte di questi animali ha subito incroci con razze da tiro francesi o nordiche e soprattutto con il percheron francese, ragion per cui spesso ci si riferisce a questi animali chiamandoli semplicemente percherones.

## L'allevamento e l'addestramento
Oggi, i caballos de picar vengono allevati in scuderie specifiche, la più famosa delle quali è probabilmente quella di Antonio Peña. Gli animali, quando non viaggiano di città in città durante la temporada, la stagione delle corride, sono generalmente ospitati in box molto simili a quelli utilizzati per i cavalli da corsa. Per tenersi in esercizio, compiono ogni giorno percorsi al passo o al trotto all'aperto, oltre all'allenamento specifico.
Prima fase
L'addestramento del puledro inizia non appena questo è prossimo allo sviluppo: dopo avergli insegnato a sopportare la sella e finimenti, come è ovvio per un cavallo da sella, il futuro caballo de picar deve abituarsi subito ad avere a che fare con diversi cavalieri, perché a differenza del cavallo da rejoneo, sempre montato dalla stessa persona, i caballos de picar vengono forniti dall'allevatore per le varie corride, in ognuna delle quali si alternano diversi picadores che i cavalli non conoscono a priori.
Seconda fase
Appena il cavallo ha imparato a rispondere alla stessa maniera agli ordini di diverse persone, ha luogo il primo passo dell'allenamento specifico vero e proprio, che lo renderà in grado di scendere in arena. Durante le sedute di addestramento, all'animale viene coperto l'occhio destro (questo sarà fondamentale in arena, perché non si spaventi alla vista del toro) e gli viene inoltre inserito in ogni orecchio un tappo ovoidale di ovatta, che durante gli spettacoli gli consentirà di concentrarsi sul proprio lavoro senza farsi intimorire dal frastuono del pubblico. Questa fase durerà finché l'animale, pur con tali limitazioni alla vista e all'udito, non sarà perfettamente in grado di rispondere agli ordini del cavaliere, muovendosi con la stessa agilità in ognuna delle quattro direzioni (in arena, per non perdere l'equilibrio, gli sarà fondamentale saper camminare lateralmente e all'indietro).
Terza fase
Quando il cavallo si è abituato a lavorare con un occhio ed entrambe le orecchie tappate, nelle sedute di addestramento successive gli viene fatto indossare anche il peto. L'addestramento continuerà finché il quadrupede sarà in grado di eseguire gli ordini del cavaliere e di muoversi nelle quattro direzioni indossando il peto con la stessa agilità di quando non indossa alcun'armatura.
Quarta fase
Non appena il caballo de picar si sarà perfettamente abituato a indossare il peto, lo si pone di fronte a una squadra di cinque o sei uomini che, premendo sul fianco destro, lo spingono simulando la carica del toro. La reazione dell'animale a queste spinte è fondamentale: un buon caballo de picar deve dimostrarsi sempre saldo sulle zampe e capace di muoversi indifferentemente nelle quattro direzioni per mantenere l'equilibrio, senza nel contempo agitarsi troppo in modo da non provocare problemi al suo cavaliere.
Quinta fase
Solo dopo che con lunghe sedute di addestramento si sono completate con successo tutte le fasi suddette, il cavallo può confrontarsi con bovini da combattimento. Le prime volte affronterà probabilmente vitelli e vitelle di un anno durante la tienta, la simulazione del tercio de varas con cui vengono selezionati i futuri riproduttori e riproduttrici. Se il cavallo saprà rispondere bene alle cariche di questi animali, sarà pronto per scendere nell'arena e affrontare finalmente i tori maturi nelle corridas. Secondo gli estimatori della corrida, a quel punto la sua carriera come caballo de picar può durare diversi anni, in quanto,  questi animali sono molto ben protetti dal peto e difficilmente riportano lesioni. Un caballo de picar spagnolo ha concluso la sua carriera alla notevole età di 23 anni.Ben diverso il parere delle associazioni animaliste, che da anni si battono in favore dell'abolizione della corrida. I loro rappresentanti fanno notare che sul web vi sono decine di video in cui i cavalli vengono aggrediti dai tori, buttati a terra e, talvolta, feriti in modo gravissimo, addirittura sbudellati dalle affilatissime corna del toro. Sostengono che l'imbottitura non è una protezione sufficiente, che i cavalli sono terrorizzati e che addirittura vengono loro recise le corde vocali, affinché gli spettatori non siano turbati dai loro angosciosi nitriti.